# Amiral von Platen (1858)
Amiral von Platen var en svensk ångbåt som byggdes 1858 vid Motala Verkstad 1858. Fartyget var 29,78 meter långt och 6,46 meter brett och med en ångmaskin om 240 indikerade hästkrafter. Hon var om 259 bruttoregisterton och 188 nettoregisterton.
Amiral von Platen gick ursprungligen i trafik på Göta kanal mellan Stockholm och Göteborg, men såldes 1865 sedan trafiken här fått konkurrens med järnvägstrafiken på Västra stambanan. Fartygen köptes av Nyländska Ångbåtsbolaget i Åbo. Senare övertogs hon av Sydfinska Kustångfartygs Ab i Ekenäs och gick 1867-1870 i trafik Stockholm-Åbo-Helsingfors. År 1871 inköptes Amiral von Platen av Hallands Ångbåtsaktiebolag och Malmö Ångbåts AB tillsammans. Hon anlände årsskiftet 1871/1872 till Malmö och döptes där om till Svanen och sattes i trafik på traden Malmö-Köpenhamn-Lübeck. Sommaren 1872 byggdes hon om och förlängdes då till en längd av 37,65 meter och försågs samtidigt med en ny ångmaskin och en ångpanna om 70 nominella hästkrafter. År 1894 utrangerades Svanen som föråldrad och såldes till Dampskibselskabet Kalfsund i Köpenhamn och användes för sillfiske i Kattegatt. År 1900 såldes hon till  Ångfartygs AB i Östhammar och omdöptes till Östhammar I. Åren 1900-1901 gick hon i trafik Stockholm—Östhammar och därefter 1902-1910 på den längre rutten Stockholm-Östhammar-Öregrund-Gävle-Ljusne med vissa turer förlängda till Sundsvall. Åren 1911-1923 gick Östhammar I huvudsakligen i trafik Stockholm-Östhammar-Öregrund med vissa turer förlängda till Gävle. Östhammar I lades upp 1923, utrangerades 1927 och såldes 1928 till Köpenhamn för skrotning.